# أدولف ريتش
أدولف ريتش هو منافس ألعاب قوى تشيكي، (و. 1901 – 1944 م).

## وصلات خارجية
- أدولف ريتش على موقع أوليمبيديا (الإنجليزية)
- أدولف ريتش على موقع اللجنة الأولمبية التشيكية (التشيكية)